# Greatest Hits (Eurythmics)
Greatest Hits è la prima raccolta del gruppo musicale britannico Eurythmics, pubblicato nel 1991.

## Tracce

### Edizione europea
1. Love Is a Stranger
2. Sweet Dreams (Are Made of This)
3. Who's That Girl?
4. Right by Your Side
5. Here Comes the Rain Again
6. There Must Be an Angel (Playing with My Heart)
7. Sisters Are Doin' It for Themselves (con Aretha Franklin)
8. It's Alright (Baby's Coming Back)
9. When Tomorrow Comes (Lennox/Stewart/Patrick Seymour)
10. You Have Placed a Chill in My Heart
11. The Miracle of Love
12. Sexcrime (Nineteen Eighty-Four)
13. Thorn in My Side
14. Don't Ask Me Why
15. Angel
16. Would I Lie to You?
17. Missionary Man
18. I Need a Man

### Versione LP
1. Love Is a Stranger
2. Sweet Dreams (Are Made of This)
3. Who's That Girl?
4. Right by Your Side
5. Here Comes the Rain Again
6. There Must Be an Angel (Playing with My Heart)
7. Sisters Are Doin' It for Themselves (con Aretha Franklin)
8. It's Alright (Baby's Coming Back)
9. When Tomorrow Comes (Lennox/Stewart/Patrick Seymour)
10. You Have Placed a Chill in My Heart
11. Sexcrime (Nineteen Eighty-Four)
12. Thorn in My Side
13. Don't Ask Me Why

### Versione Stati Uniti
1. Sweet Dreams (Are Made of This)
2. When Tomorrow Comes
3. Here Comes the Rain Again
4. Who's That Girl?
5. Would I Lie to You?
6. Sisters Are Doin' It for Themselves (con Aretha Franklin)
7. There Must Be an Angel (Playing with My Heart)
8. Missionary Man
9. Don't Ask Me Why
10. I Need a Man
11. Love Is a Stranger
12. Thorn in My Side
13. The King and Queen of America
14. Angel

## Classifiche

### Classifiche settimanali
| Classifica (1991) | Posizione massima |
| ----------------- | ----------------- |
| Australia         | 1                 |
| Austria           | 1                 |
| Canada            | 10                |
| Finlandia         | 4                 |
| Francia           | 1                 |
| Germania          | 1                 |
| Italia            | 8                 |
| Norvegia          | 5                 |
| Nuova Zelanda     | 1                 |
| Paesi Bassi       | 1                 |
| Regno Unito       | 1                 |
| Stati Uniti       | 72                |
| Svezia            | 8                 |
| Svizzera          | 2                 |

### Classifiche di fine anno
| Classifica (1991) | Posizione |
| ----------------- | --------- |
| Australia         | 3         |
| Austria           | 4         |
| Canada            | 46        |
| Germania          | 4         |
| Italia            | 33        |
| Nuova Zelanda     | 1         |
| Paesi Bassi       | 8         |
| Regno Unito       | 2         |
| Svizzera          | 10        |
| Classifica (1992) | Posizione |
| Regno Unito       | 72        |